# Christmas in Spiceworld Tour
Christmas in Spice World foi a seunda turnê do girl group britânico Spice Girls, A turnê de oito shows, foi lançada na sequência de "trabalhos solo, casamentos, maternidade, e outros projetos pessoais de cada uma das integrantes", como uma reunião das meninas.

## Antecedentes
O Christmas In Spiceworld Tour foi uma turnê de arena, que realizou oito shows em Manchester e Londres, Inglaterra, em dezembro de 1999. A turnê ocorreu entre os álbuns Spiceworld e Forever. As Spice Girls cantaram três novas músicas do "Forever" na turnê, "Right Back At Ya", "W.O.M.A.N" e o futuro single número um  "Holler". A versão executada de "Right Back At Ya" diferiu-se da versão que mais tarde apareceu no álbum. Ao invés de uma música de R&B, produzida por Darkchild, era uma música pop. Uma versão de estúdio de "W.O.M.A.N", nunca aconteceu. Foi escrito por Matthew Paul Row Bottom, Richard Fredrick Stannard e as quatro meninas do grupo, em agosto de 1999. Essa é considerada a música inédita mais famosa das Spice Girls. A música deveria ser lançada no álbum Forever, mas depois que foi decidido que o terceiro álbum teria mais influência de R&B, a música foi retirada, pois foi considerado que o som bubblegum pop, não se encaixava com o resto do álbum. "Right Back At Ya" foi originalmente escrito e produzido pelas Spice Girls e Eliot Kennedy, com quem elas trabalharam antes em singles como "Say You'll Be There", mas foi remixado por Darkchild, para que ele se encaixasse com o resto do álbum.

## Transmissão
O show completo no Earls Court, foi transmitido ao vivo no Sky one, às 8:00 da tarde. E também incluiu um documentário com os bastidores mostrando os ensaios e entrevistas com as Spice Girls. Na Suíça, o show foi transmitido no SF2, o especial foi de uma hora, omitindo as músicas "Step to Me", "Mama", "WOMAN", "Never Give Up on the Good Times" e "Christmas Medley". O show completo também foi exibido na Fox Kids no México, Espanha e Brasil.

## Apresentação
O palco foi o mais complexo e o mais acolhedor. Foi configurado no canto direito da arena com uma pequena plataforma com alguns adereços, como árvores de natal. Na pequena plataforma, havia uma passarela de 100 pés, que levou a um estágio principal pentagonal, coberto com um pingente gigante. O palco principal estava quase no meio da arena, e em seu centro havia um poço que ficava os músicos. Acima do poço estavam quatro pequenas pistas de aterrissagem na parte central circular do palco, que poderiam ser levantadas e giradas. Acima do palco principal, além das luzes do palco, havia características com temáticas Natalinas, como pilares de gelo falso.
Parte 1"Forever Spice":
O concerto começa com uma introdução musical composta por Nathan McCree. As meninas então fizeram sua entrada no pequeno palco e cantam "Spice Up Your Life", enquanto elas passavam da passarela para o palco principal, enquanto um homem nas telas se repassava as letras por linguagem gestual. Durante todo o show, as meninas passaram do palco principal para o circular, no centro do palco principal. Quando "Say You'll Be There" foi cantada, ela começou com uma versão um pouco mais rápida da música. A versão de "Right Back At Ya" cantada foi a versão mais pop. As meninas a cantaram como a música como uma resposta aos críticos, que disseram que elas se separariam. "W.O.M.A.N" foi gravado como uma nova música para o terceiro álbum, mas a gravação de estúdio nunca foi lançada. Para a última música do set, Mel B e Emma Bunton iam na plateia e escolhiam duas pessoas para se juntarem a elas durante a performance de "2 Become 1", com Mel B dizendo que ela precisa de um homem e Emma dizendo que ela precisa de um bebê (um referência a própria personalidade das integrantes).
Parte 2"Supergirls":
Houve um breve intervalo entre a primeira e segunda parte, durante os quais as dançarinas de turnê andaram de patins. Após o intervalo, as cantoras reapareceram e começam a performar "Stop" no centro do palco, enquanto giravam em torno do palco. "Holler" foi cantado como na versão do álbum, embora um interlúdio de dança fosse adicionado antes do terceiro verso. "Who Do You Think You Are?" Foi remixado para uma versão com orquestra. "Never Give Up On The Good Times" teve um interlúdio antes do verso final e as meninas performam como super-heróis. "Wannabe" também foi remixado para a turnê e "Goodbye" foi cantado com um coro e terminou com um longo interlúdio orquestral, enquanto as meninas deixavam o palco.
Parte 3"It's Christmas!":
Sinos de igreja foram tocados antes de "Viva Forever" começar. O coro tocou pela última vez com as Spice Girls, durante "Viva Forever".

## Incidente
Um membro da produção morreu em 16 de dezembro de 1999 depois de cair "mais de 24 metros" na arena Earls Court, enquanto desmontava o cenário do concerto.

## Set List
1. "Spice Up Your Life"
2. "Somenthing Kinda Funny"
3. "Say You'll Be There"
4. "Right Back At Ya"
5. "Step To Me"
6. "Mama"
7. "Too Much"
8. "W.O.M.A.N."
9. "2 Become 1"
10. "Stop"
11. "Holler"
12. "Who Do You Think You Are"
13. "Never Give Up On The Good Times"
14. "Wannabe"
15. "Goodbye"
16. "Viva Forever"
17. "Merry Xmas Everybody" / "I Wish It Could Be Christmas Everyday"
18. "Wannabe" (Reprise)

## Datas
| Data                   | Cidade     | País       | Local                         |
| ---------------------- | ---------- | ---------- | ----------------------------- |
| 4 de dezembro de 1999  | Manchester | Inglaterra | Manchester Evening News Arena |
| 5 de dezembro de 1999  | Manchester | Inglaterra | Manchester Evening News Arena |
| 7 de dezembro de 1999  | Manchester | Inglaterra | Manchester Evening News Arena |
| 8 de dezembro de 1999  | Manchester | Inglaterra | Manchester Evening News Arena |
| 11 de dezembro de 1999 | Londres    | Inglaterra | Earls Court                   |
| 12 de dezembro de 1999 | Londres    | Inglaterra | Earls Court                   |
| 14 de dezembro de 1999 | Londres    | Inglaterra | Earls Court                   |
| 15 de dezembro de 1999 | Londres    | Inglaterra | Earls Court                   |

## Créditos
| Spice Girls - Emma Bunton - vocais - Melanie Brown - vocais - Melanie Chisholm - vocais - Victoria Beckham - vocais Banda - Simon Ellis - diretor musical / teclado - Michael Martin - teclado - Paul Gendler - guitarra - John Thompson - baixo - Fergus Gerrand - bateria Músicos - James Lynch - trompete - Mike Lovitt - trompete - Howard McGill - saxofone - Winston Rollins - trombone Cordas - Audrey Riley - arranjador - Chris Tomling - violino | Violino - Greg Warren Wilson - Richard George - Anne Morffe - Laura Melhewish - Darren Morgan - Helen Patterson Violas - Susan Dench - Peter Collyer - Bridget Carrie Set-list - Sophie Harris - Joy Hayley Gestão e pessoas adicionais - Richard Jones - empresário da turnê - Peter Barnes - produtor, Iluminação e set designer - Chris Vaughan - gerente de produção - Ray Furze - engenheiro de som - Darrin Henson, Melinda McKenna - coreografia |